# هرمان کالنباخ
هرمان کالنباخ (انگلیسی: Hermann Kallenbach; ۱ مارس ۱۸۷۱ – ۲۵ مارس ۱۹۴۵) معمار اهل آلمان بود.